# Economia de Santa Catarina
A economia de Santa Catarina é bastante diversificada, ter um potencial para cada região. O PIB do Estado é de R$ 505,3 bilhões, o 6º maior do Brasil, 4.8% do total nacional de acordo com as contas regionais do IBGE 2021. As principais setores econômicos são serviços, a agropecuária, a pesca, o turismo e a indústria.
A economia se baseia na indústria (principalmente agroindústria, têxtil, cerâmica e metal-mecânica), no extrativismo (minérios) e na pecuária. O estado de Santa Catarina é o maior exportador de frango e de carne suína do Brasil, sendo a Sadia e a Perdigão (as duas maiores empresas de alimentos do Brasil) catarinenses. Entre as indústrias, sedia um dos maiores fabricantes de motores elétricos do mundo, a WEG, e um dos maiores fabricantes de compressores para refrigeradores, a Embraco. Possuem grande expressividade as indústrias de eletrodomésticos (e metalmecânica em geral) no norte do estado, com marcas de projeção nacional como Consul e Brastemp.

## Setores

### Setor primário

#### Agricultura

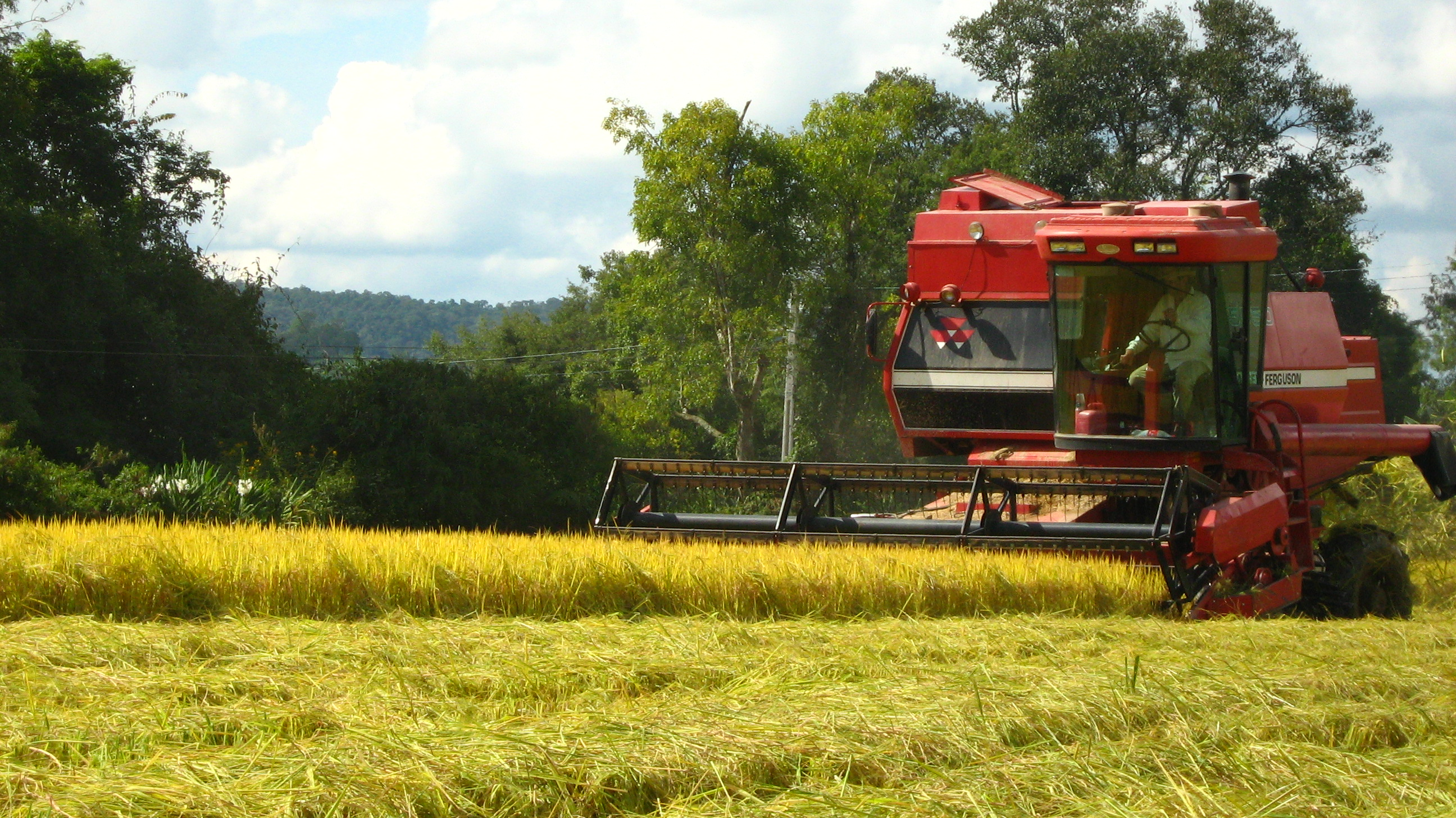
Plantação de arroz perto de Rio do Sul. O estado é o 2º maior produtor nacional

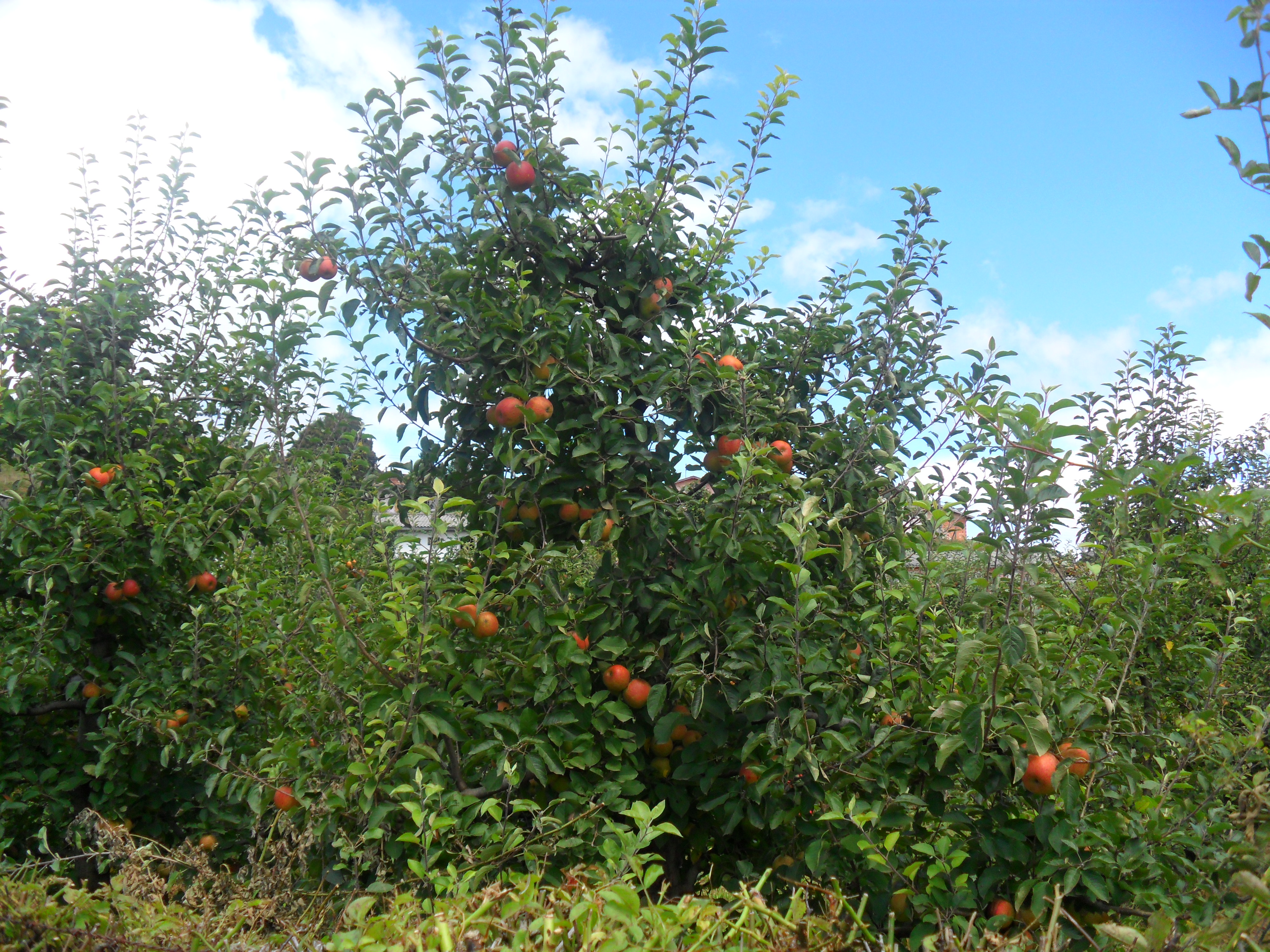
Macieiras em Bom Jardim da Serra. Santa Catarina é o maior produtor de maçã do país

O principal produto agrícola de Santa Catarina é o milho, cultivado no planalto basáltico, onde fornece ração para a criação de suínos. Seguem-se a soja cultivada em larga escala no município de Campos Novos, o fumo, a mandioca, o feijão, o arroz (cultivado com irrigação nas várzeas da baixada litorânea e do vale do Itajaí), a banana e a batata-inglesa. O estado é também importante produtor de alho, cebola, tomate, trigo, maçã, uva, aveia e cevada.
Com apenas 1,12% do território nacional, Santa Catarina era o 8º maior produtor de milho e o 11º maior produtor de soja do Brasil, no ano de 2017. Mas quando levado em consideração o volume produzido por tamanho de área, o Estado vira líder nacional no milho, com média de 8,1 mil quilos por hectare, e o segundo colocado em produtividade na soja, com 3.580 quilos por hectare. Em 15 anos, houve um crescimento de 118% na produtividade de milho e 58% na soja.
Em 2019, a produção de milho do estado chegou a 2,8 milhões de toneladas (em 2018 o Brasil era o 3º maior produtor mundial, com 82 milhões de toneladas) Porém, a demanda anual de milho do Estado é de 7 milhões de toneladas - 97% se destinam ao consumo animal, especialmente à produção de suínos e frangos de corte (83,8%), visto que Santa Catarina é o maior Estado produtor de suínos do Brasil e o segundo maior de aves. O déficit é coberto pelas importações interestaduais, principalmente de Mato Grosso do Sul, Mato Grosso, Paraná e Goiás, e de países como Argentina e Paraguai.
Já na produção de soja, em 2019 o estado colheu 2,3 milhão de toneladas (o Brasil produziu 116 milhões de toneladas neste ano, sendo o maior produtor mundial).
O estado foi o 2º maior produtor de arroz do país em 2020, só perdendo para o Rio Grande do Sul. Neste ano, o estado colheu cerca de 1,1 milhão de toneladas do produto. A produção nacional total foi de 10,5 milhões de toneladas neste ano. O estado tem a segunda maior produtividade no arroz irrigado do país.
Os três Estados do Sul do país são responsáveis por 95% da produção nacional de maçã, e Santa Catarina aparece no topo da lista de produção, disputando com o Rio Grande do Sul. A região de São Joaquim é responsável por 35% do plantio nacional de maçã.
Santa Catarina também é líder nacional na produção de cebolas. Em 2017, produziu 630 mil toneladas, especialmente nos municípios de Alfredo Wagner, Angelina e Rancho Queimado.
Na produção de banana, em 2018 Santa Catarina foi o 4º maior produtor nacional.
Santa Catarina era o terceiro maior produtor de alho nobre do Brasil em 2018, com uma área plantada de aproximadamente dois mil hectares. A região de Curitibanos é a maior produtora do Estado. Porém, em 2019, o setor encontrava-se com problemas, devido à concorrência desleal da China, que não estava pagando a taxa antidumping exigida pelo governo brasileiro.
Santa Catarina é um dos poucos estados do país que cultiva cevada, cultura restrita a climas frios. No período de 2007-2011, o estado tinha 2,5% da produção nacional. O cultivo concentrava-se nas microrregiões de Canoinhas (57,6%), Curitibanos (26,5%) e Xanxerê (11,5%). Também é um dos poucos estados que cultiva trigo, também pelo fator climático. Em 2019 a produção estimada do estado era de 150 mil toneladas, ainda pequena perante os 2,3 milhões de toneladas produzidas tanto pelo Rio Grande do Sul, quanto o Paraná. Devido ao país ter que importar estes 2 cereais em alto volume todos os anos, o Estado vem tentando estimular a produção de culturas de grãos de inverno com programas de incentivo.
O estado tinha uma produção anual de cerca de 23 mil toneladas de uva em 2019, estando 86% da produção estadual localizada nos municípios de Caçador, Pinheiro Preto, Tangará e Videira. A maior parte da produção nacional, no entanto, se localiza no Rio Grande do Sul (664,2 mil toneladas em 2018).
Um dos produtos mais importante da agricultura de Santa Catarina é o milho, plantado no planalto basáltico (depósitos de lavas derramadas), onde oferece ração para a suinocultura. Em 2019, a produção de milho do estado chegou a 2,8 milhões de toneladas (em 2018 o Brasil era o 3.º maior produtor mundial, com 82 milhões de toneladas). Porém, a demanda anual de milho do Estado é de 7 milhões de toneladas - 97% se destinam ao consumo animal, especialmente à produção de suínos e frangos de corte (83,8%), visto que Santa Catarina é o maior Estado produtor de suínos do Brasil e o segundo maior de aves. O déficit é coberto pelas importações interestaduais, principalmente de Mato Grosso do Sul, Mato Grosso, Paraná e Goiás, e de países como Argentina e Paraguai. Já na produção de soja, em 2019 o estado colheu 2,3 milhão de toneladas (o Brasil produziu 116 milhões de toneladas neste ano, sendo o maior produtor mundial). O estado foi o 2.º maior produtor de arroz do país em 2020 (plantado com irrigação nos pântanos da planície litorânea do vale do rio Itajaí), só perdendo para o Rio Grande do Sul. Neste ano, o estado colheu cerca de 1,1 milhão de toneladas do produto. A produção nacional total foi de 10,5 milhões de toneladas neste ano. O estado tem a segunda maior produtividade no arroz irrigado do país. Os três Estados do Sul do país são responsáveis por 95% da produção nacional de maçã, e Santa Catarina aparece no topo da lista de produção, disputando com o Rio Grande do Sul. A região de São Joaquim é responsável por 35% do plantio nacional de maçã. Santa Catarina também é líder nacional na produção de cebolas. Em 2017, produziu 630 mil toneladas, especialmente nos municípios de Alfredo Wagner, Angelina e Rancho Queimado. Na produção de banana, em 2019 Santa Catarina foi o 4.º maior produtor nacional, com 723 mil toneladas. O estado tinha uma produção anual de cerca de 23 mil toneladas de uva em 2019, estando 86% da produção estadual localizada nos municípios de Caçador, Pinheiro Preto, Tangará e Videira. A maior parte da produção nacional, no entanto, se localiza no Rio Grande do Sul (664,2 mil toneladas em 2018). Na mandioca é o 16.º maior produtor nacional, com 348 mil toneladas em 2019. Depois vêm o fumo, o feijão, a erva-mate e a batata-inglesa. O estado também produz cana-de-açúcar, alho, tomate, trigo, aveia e cevada.

#### Pecuária

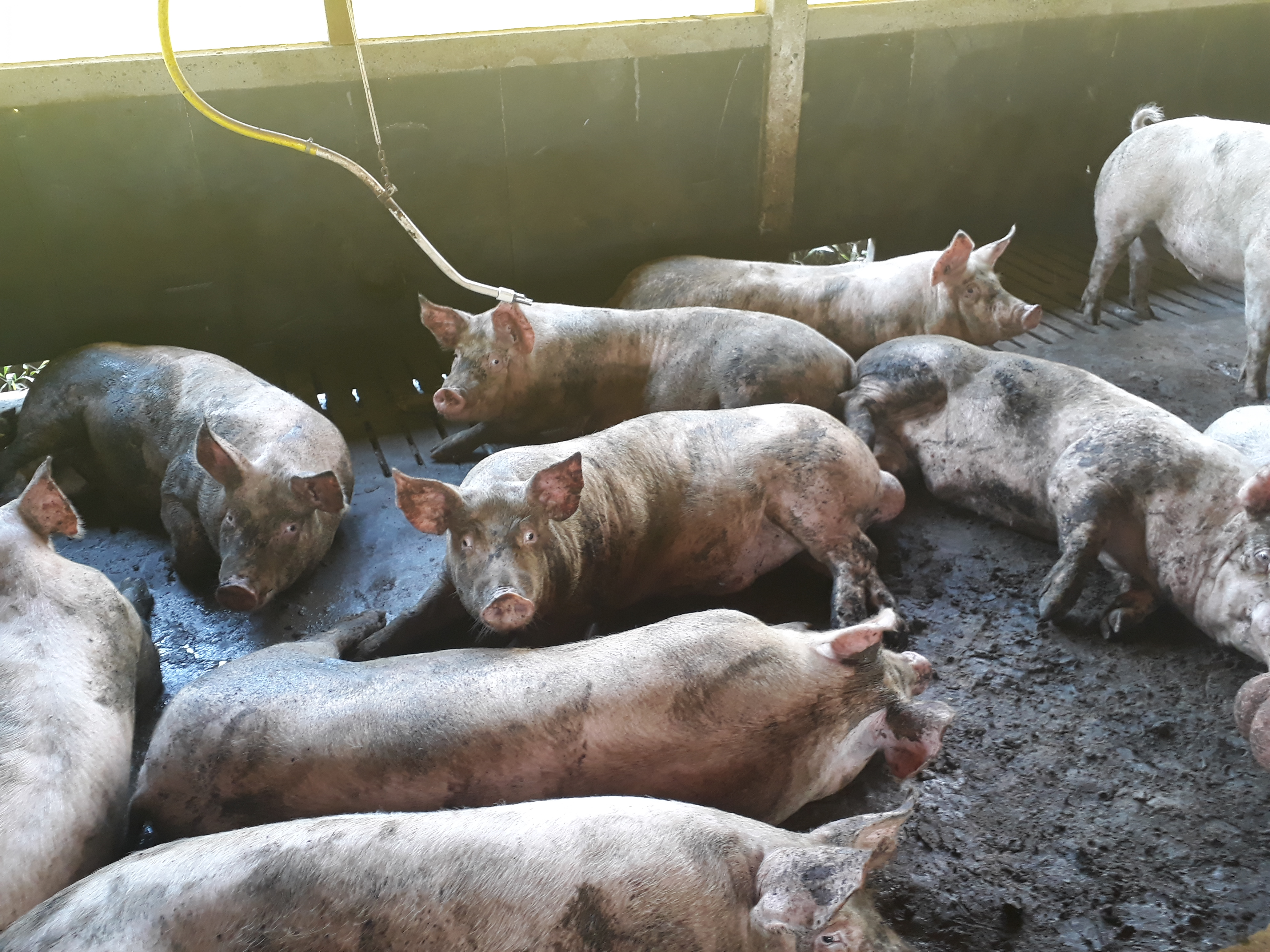
Criação suína em Jaborá

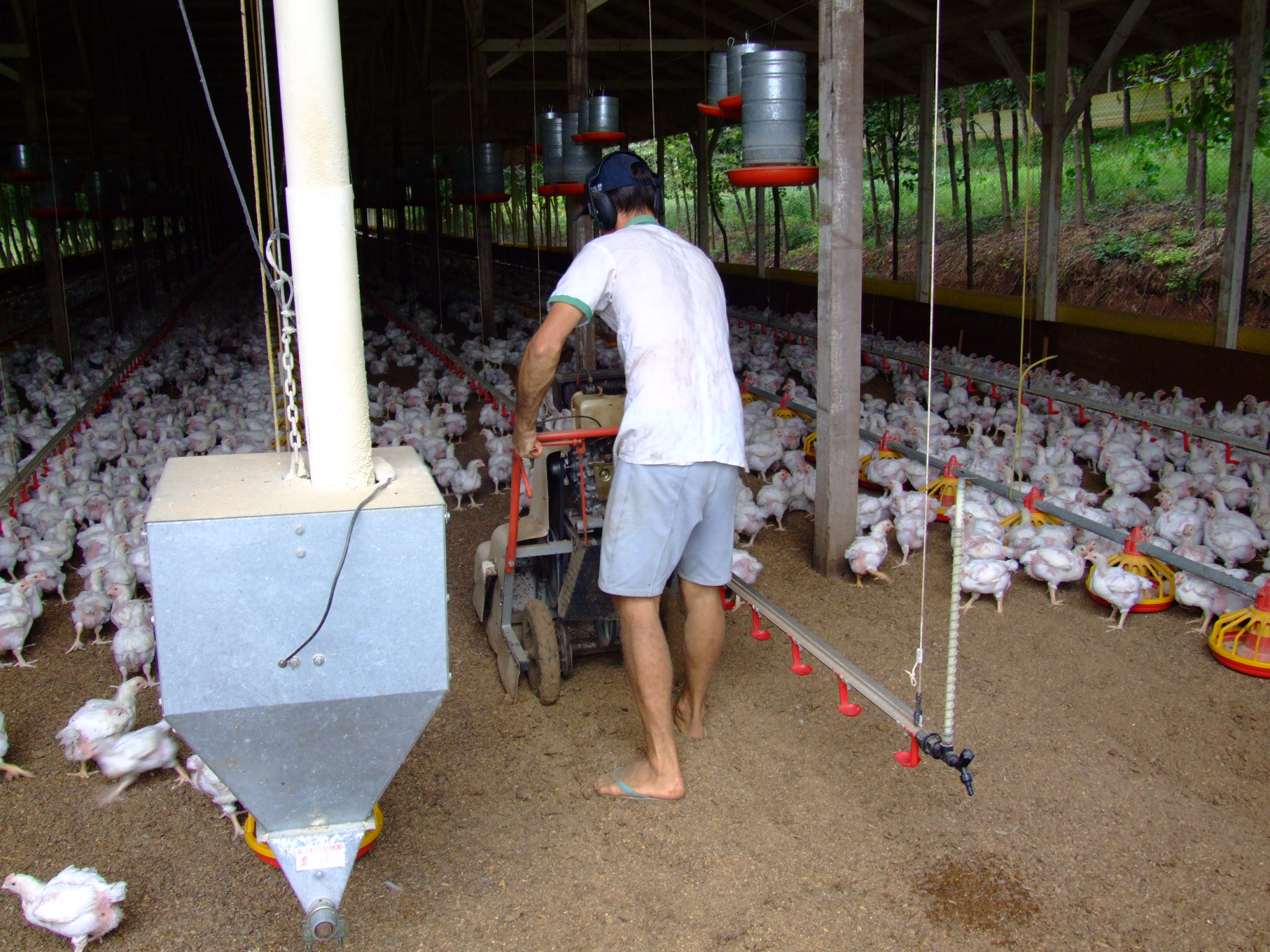
Avicultura em Campos Novos

A criação de bovinos se faz principalmente em campo natural, de maneira extensiva, e nas áreas florestais, em menor escala, com os animais submetidos a semi-estabulação. Nessas áreas em que a agricultura é a atividade predominante, a criação se volta para os suínos, sobretudo no planalto basáltico, onde a produção de milho assegura ração adequada aos animais. A suinocultura experimentou grande progresso no estado, em virtude do desenvolvimento dos frigoríficos especializados no processamento de carne de porco. Grande expansão se verificou ainda na criação de aves.
Na carne suína, Santa Catarina é o maior produtor no Brasil. O Estado é responsável por 28,38% dos abates do país e por 40,28% das exportações de carne suína brasileira. O efetivo de suínos do Brasil foi de 41,1 milhões de cabeças em 2017. Santa Catarina tinha 19,7% do total.
O efetivo de galináceos do Brasil foi de 1,4 bilhões de cabeças em 2017. Santa Catarina tinha 10,8% do total nacional, sendo o 4º maior estado do país.
Na produção de leite, o Brasil é o quinto maior produtor de leite do mundo, tendo obtido, em 2018, quase 34 bilhões de litros, 4% da produção mundial. O Estado de Santa Catarina foi responsável por 8,78% da produção nacional, quase 3 bilhões de litros de leite. Já na produção de ovos de galinha, Santa Catarina representou 4,58% do total nacional, que foi de 3,6 bilhões de dúzias em 2018. Só o Estado foi responsável por 165 milhões de dúzias.
A pecuária bovina é praticada sobretudo em campo orgânico, de modo extensivo, e nas regiões de florestas, em pequena quantidade, com os animais sujeitos à semi-estabulação. Nessas áreas onde a lavoura constitui a principal fonte de renda, a criação é voltada aos porcos, principalmente no planalto basáltico, onde a milhocultura garante ração apropriada para os animais. A criação de porcos progrediu bastante no estado, porque se desenvolveram os abatedouros especializados no processamento de carne suína, como a Perdigão, a Sadia, a Aurora e a Seara, todas com sede em Santa Catarina. A avicultura se expandiu muito até hoje, com a chegada do frango Chester no mercado brasileiro na década de 1980. Na carne suína, Santa Catarina é o maior produtor no Brasil. O Estado é responsável por 28,38% dos abates do país e por 40,28% das exportações de carne suína brasileira. O efetivo de suínos do Brasil foi de 41,1 milhões de cabeças em 2017. Santa Catarina tinha 19,7% do total. O efetivo de galináceos do Brasil foi de 1,4 bilhões de cabeças em 2017. Santa Catarina tinha 10,8% do total nacional, sendo o 4º maior estado do país. Na produção de leite, O Brasil é o 3.º maior produtor de leite do mundo, tendo obtido, em 2018, quase 34 bilhões de litros, 4% da produção mundial. O Estado de Santa Catarina foi responsável por 8,78% da produção nacional, quase 3 bilhões de litros de leite. Já na produção de ovos de galinha, Santa Catarina representou 4,58% do total nacional, que foi de 3,6 bilhões de dúzias em 2018. Só o Estado foi responsável por 165 milhões de dúzias. Na criação de bovinos, O Brasil tinha quase 215 milhões de cabeças em 2017. Santa Catarina tinha cerca de 5 milhões de cabeças de gado em 2018. Como a produção é menor que a demanda, é necessário importar cerca de 130 mil toneladas/ano de carne bovina. Santa Catarina foi o 5.º maior produtor de mel do país em 2017, com 10,2% do total nacional. A pesca, especialmente a que se pratica em modelos pré-industriais, exerce fundamental função no quadro econômico estadual. Santa Catarina é um dos maiores produtores de pescado e crustáceos do país, uma fonte de renda que tem ligação com a procedência açoriana do povo. A produção de ostras, vieiras e mexilhões do Brasil foi de 20,9 mil toneladas em 2017. Santa Catarina foi o principal estado produtor, responsável por 98,1% da produção nacional. Palhoça, Florianópolis e Bombinhas lideraram o ranking dos municípios. Em 2012, Santa Catarina foi também o segundo maior criador brasileiro de coelhos, com um efetivo de 37 501 rebanhos, somente atrás do Rio Grande do Sul e à frente do Paraná.
Santa Catarina foi o 5º maior produtor de mel do país em 2017, com 10,2% do total nacional.
A pesca desempenha importante papel na economia do estado. Santa Catarina é um dos maiores produtores de pescado e crustáceos do país. A atividade, que remonta à origem açoriana da população, desenvolve-se sobretudo em Florianópolis, Navegantes e Itajaí. A produção de ostras, vieiras e mexilhões do Brasil foi de 20,9 mil toneladas em 2017. Santa Catarina foi o principal estado produtor, responsável por 98,1% da produção nacional. Palhoça (SC), Florianópolis (SC) e Bombinhas (SC) lideraram o ranking dos municípios.

#### Extrativismo

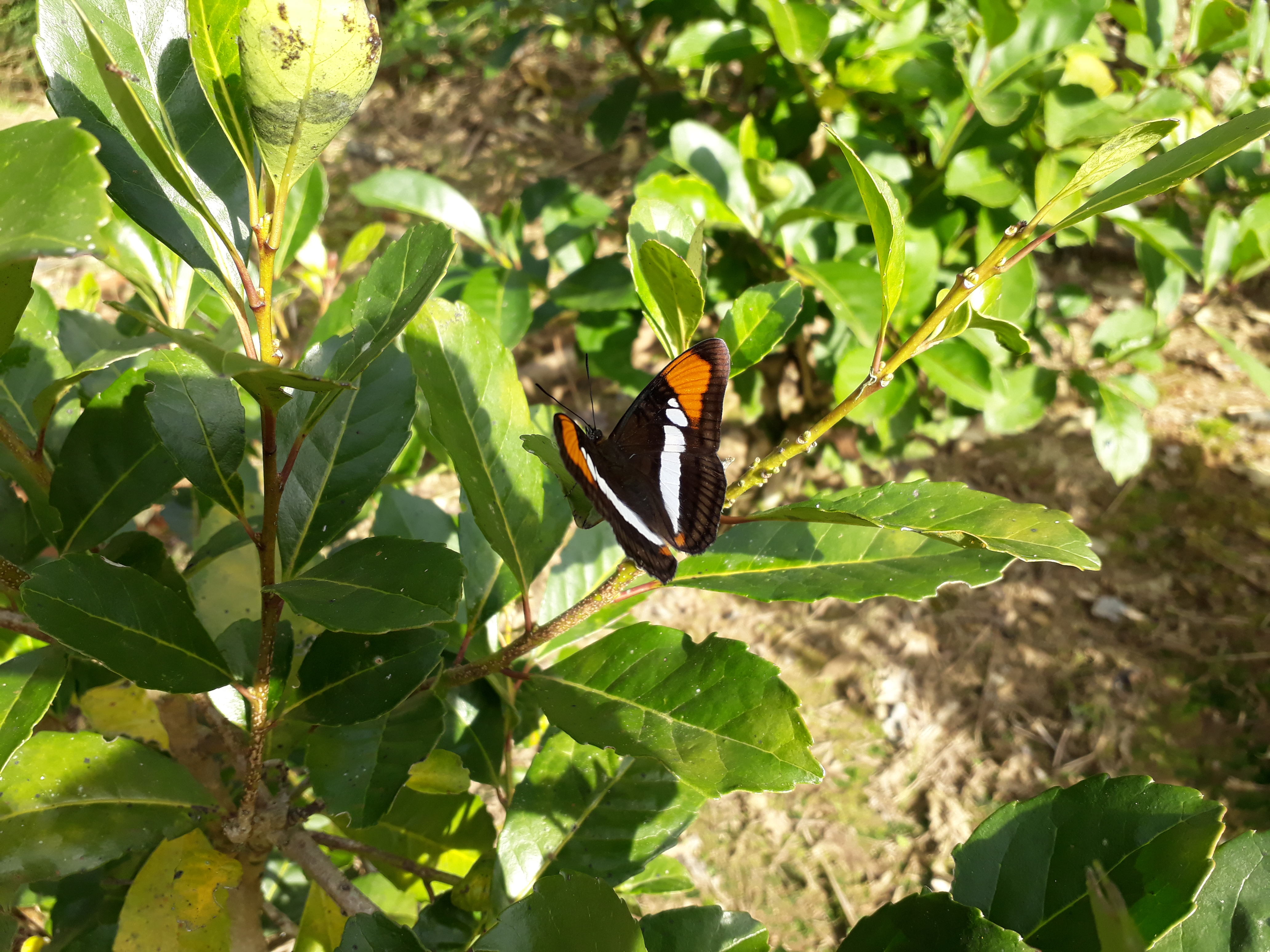
Pé de erva-mate em Itaiópolis

As riquezas vegetais e minerais concorrem decisivamente para o progresso produtivo do estado. Entre as primeiras destacam-se as reservas florestais, representadas especialmente pelos pinheirais, apesar de sua intensa exploração, e os ervais, que permitem ao estado se manter como grande produtor da erva-mate. O estado de Santa Catarina é um dos maiores produtores de papel e celulose do país.
Responsável por movimentar R$ 6,5 bilhões de valor bruto da Produção Industrial (VBPI) de Santa Catarina, o setor de Celulose e Papel é uma das vocações econômicas mais importantes da Serra Catarinense. Em Santa Catarina é o 8º em exportações e o 10º em geração de empregos, com mais de 20,2 mil vagas, segundo dados de 2015. Os municípios de Lages e Otacílio Costa juntos representam cerca de 47% das exportações do setor de Celulose e Papel do estado.
Sobre a erva mate, Santa Catarina produziu perto de 100 mil toneladas em 2018, principalmente nas cidades de Chapecó e Canoinhas. Em 2019, o Brasil produzia cerca de 900 mil toneladas de erva-mate anuais.
No extrativismo mineral, as ocorrências de carvão, principalmente nas áreas da baixada litorânea (Urussanga, Criciúma, Lauro Müller e Tubarão), representam fator importante para o desenvolvimento econômico regional. As condições de exploração do carvão mineral têm apresentado sensível melhoria, do ponto de vista técnico e dos equipamentos empregados. Santa Catarina possui ainda as maiores reservas brasileiras de fluorita e sílex (em produção). Outros recursos minerais disponíveis são os depósitos de quartzo e grandes ocorrências de argila cerâmica, bauxita e pedras semipreciosas, além de petróleo e gás natural na plataforma continental.
Sobre o carvão, o Brasil possui reservas de turfa, linhito e hulha. A hulha totaliza 32 bilhões de toneladas de reservas e está sobretudo no Rio Grande do Sul (89,25% do total), vindo a seguir Santa Catarina (10,41%). Como se trata de um carvão de qualidade inferior, é utilizado apenas na geração de energia termoelétrica e no próprio local da jazida. A crise do petróleo na década de 1970 levou o governo brasileiro a criar o Plano de Mobilização Energética, com uma intensa pesquisa para descobrir novas reservas de carvão. O Serviço Geológico do Brasil, através de trabalhos efetuados no Rio Grande do Sul e em Santa Catarina, aumentaram em muito as reservas de carvão mineral até então conhecidas, entre 1970 e 1986 (principalmente entre 1978 e 1983). Carvão de boa qualidade, adequado para uso em metalurgia e em grande volume (sete bilhões de toneladas), foi então descoberto em diversas jazidas no Rio Grande do Sul (Morungava, Chico Lomã, Santa Teresinha), mas em profundidades relativamente grandes (até 1.200 m), o que inviabilizou até agora seu aproveitamento. A produção de carvão mineral bruto no Brasil foi de 13,6 milhões de toneladas em 2007. Santa Catarina produziu 8,7 Mt (milhões de toneladas); Rio Grande do Sul, 4,5 Mt; e Paraná, 0,4 Mt. Em 2011, o carvão respondeu por apenas 5,6% da energia consumida no Brasil, mas ele é uma importante fonte estratégica, que pode ser acionada quando, por exemplo, os níveis de água das barragens estiverem muito baixos, reduzindo excessivamente a oferta de energia hidroelétrica. Isso aconteceu em 2013, quando foram reativadas várias usinas termoelétricas então paralisadas, mantendo assim a oferta necessária, ainda que a um custo maior. Apesar de haver extração de carvão mineral no Brasil, o país necessita ainda importar cerca de 50% do carvão consumido, pois o carvão produzido no país é de baixa qualidade, por possuir menor concentração de carbono. Entre os países que suprem o Brasil com carvão mineral está a África do Sul, EUA e Austrália. O carvão mineral no Brasil abastece em especial as usinas termelétricas que consomem cerca de 85% da produção. Já a indústria de cimento no país é abastecida com aproximadamente 6% desse carvão, restando 4% para produção de papel celulose e apenas 5% nas indústrias de alimentos, cerâmicas e grãos.

### Setor secundário

#### Indústria

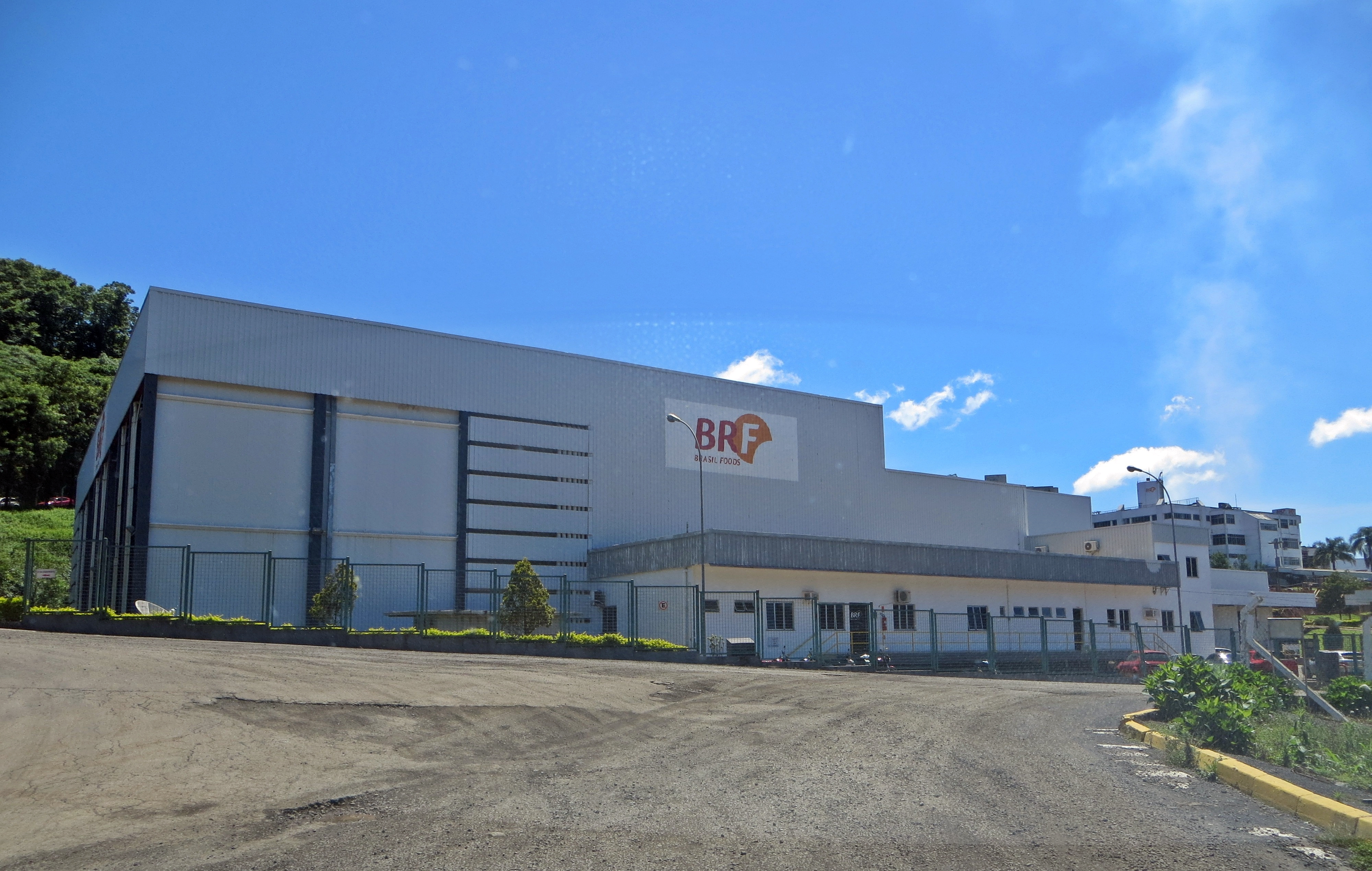
Sede da Perdigão Agroindustrial, em Videira

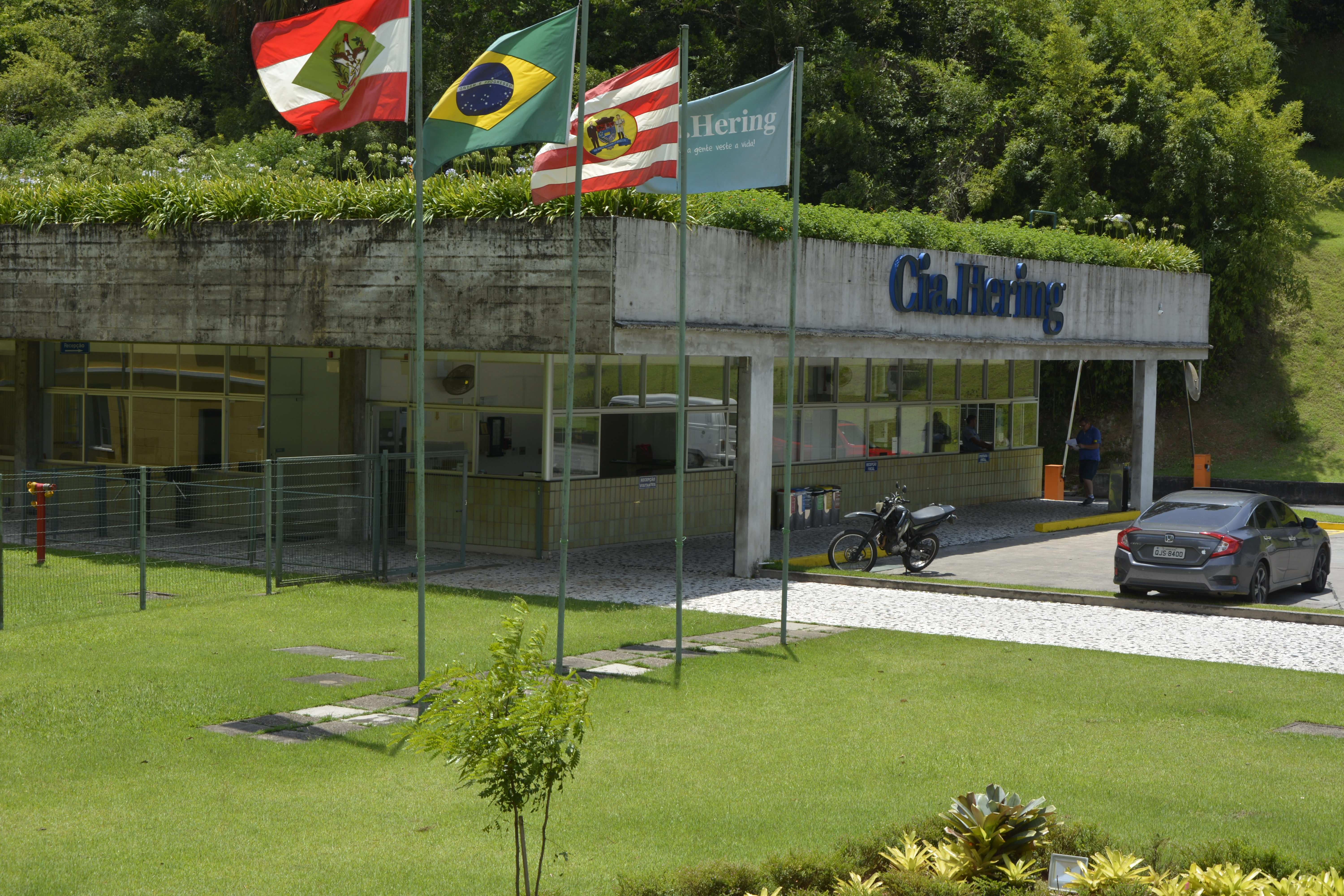
Sede da Hering, em Blumenau

Santa Catarina tinha em 2017 um PIB industrial de R$ 63,2 bilhões, equivalente a 5,3% da indústria nacional. Emprega 761.072 trabalhadores na indústria. Os principais setores industriais são: Construção (17,9%), Alimentos (15,9%), Vestuário (7,4%), Serviços Industriais de Utilidade Pública, como Energia Elétrica e Água (6,9%), e Têxteis (6,0%). Estes 5 setores concentram 54,1% da indústria do estado.
Os principais centros industriais de Santa Catarina são Jaraguá do Sul, Joinville, Chapecó e Blumenau. O primeiro tem caráter diversificado, com fábricas de tecidos, de produtos alimentícios, fundições e indústria mecânica. Chapecó tem sua economia baseada na agroindústria. Blumenau concentra sua atividade na indústria têxtil (juntamente com Gaspar e Brusque) e recentemente também à indústria de softwares. No interior do estado, ocorrem numerosos centros fabris de pequeno porte, ligados tanto à industrialização de madeira quanto ao beneficiamento de produtos agrícolas e pastoris.
Em 2015, Santa Catarina era o 2º maior polo empregador têxtil e do vestuário do Brasil. Ocupava a liderança nacional na fabricação de travesseiros e é o maior produtor da América Latina e o segundo do mundo em etiquetas tecidas. É o maior exportador do País de roupas de toucador/cozinha, de tecidos atoalhados de algodão e de camisetas de malha de algodão. Algumas das empresas mais famosas da região são Hering, Malwee, Karsten e Haco.
O nordeste do estado se destaca na produção de motocompressores, autopeças, refrigeradores, motores e componentes elétricos, máquinas industriais, tubos e conexões. Em Santa Catarina, a indústria de máquinas e equipamentos se destaca na fabricação de compressores, sendo líder nas exportações deste produto entre os estados do País. Também é importante produtor de equipamentos florestais. Na metalurgia, o estado tem o maior fabricante nacional de pias, cubas e tanques em aço inox, de troféus e medalhas, de elementos de fixação (parafusos, porcas, etc.), de tanques jaquetados para combustíveis, de vasos de pressão industriais e de conexões em ferro maleável. É líder mundial em blocos e cabeçotes de ferro para motores, sendo o maior exportador do Brasil deste produto.
No Sul do estado (incluindo as cidades de Imbituba, Tubarão, Criciúma, Forquilhinha, Içara e Urussanga), por sua vez, concentram-se as principais fábricas de cerâmica de revestimento do Brasil. O estado de Santa Catarina também lidera, no país, a produção de louças e cristais.
Na Região do Planalto Norte Catarinense (Canoinhas, Três Barras, Mafra), destacam-se a indústria madeireira e papeleira, onde grandes industrias estão concentradas devido ao potencial e existência de matéria prima na região. Nas indústrias da Serra (Rio Negrinho e São Bento do Sul), são feitos os trabalhos de beneficiamento da madeira, criando diversos derivados e o produto final. O estado destaca-se em nível nacional na produção de móveis de madeira. Nestas cidades, junto com a cidade de Palhoça, concentra-se o maior volume de empresas. A indústria possui uma participação de 7,5% no setor nacional. O Estado é o segundo maior exportador de móveis do país (2014). A indústria madeireira de Santa Catarina tem destaque com uma participação de 17,1% no Brasil. Está entre as maiores do País em produção de portas de madeira e é líder nacional em molduras.
Na Indústria alimentar, em 2019, o Brasil era o 2º maior exportador de alimentos industrializados do mundo, com um valor de U$ 34,1 bilhões em exportações. O faturamento da indústria brasileira de alimentos e bebidas em 2019 foi de R$ 699,9 bilhões, 9,7% do Produto Interno Bruto do país. Em 2015, o setor industrial de alimentos e bebidas no Brasil compreendia 34.800 empresas (sem contar as padarias), a grande maioria de pequeno porte. Estas empresas empregavam mais de 1.600.000 trabalhadores, tornando a indústria de alimentos e bebidas na maior empregadora da indústria de transformação. Existem por volta de 570 empresas de grande porte no Brasil, as quais concentram boa parte do faturamento total da indústria. As 50 maiores são: JBS, AMBEV, Bunge, BRF, Cargill, Marfrig, LDC do Brasil, Amaggi, Minerva Foods, Coca Cola Femsa, Aurora, Vigor, M.Dias Branco, Camil Alimentos, Solar.Br, Granol, Caramuru Alimentos, Bianchini, Copacol, Citrosuco, Três Corações Alimentos S.A., Itambé, Ajinomoto, Algar Agro, Piracanjuba, Vonpar, Agrex, Frimesa, GTFoods Group, Grupo Simões, Elebat Alimentos, Garoto, Pif Paf Alimentos, J. Macêdo, Frigol, Josapar, Olfar Alimento e Energia, Embaré, Alibem, Dalia Alimentos, Asa Participações, Cacique, Frisa, Arroz Brejeiro, Gomes da Costa, Pamplona, Moinhos Cruzeiro do Sul, Better Beef, SSA Alimentos e Correcta. A multinacional Coca Cola tem fábrica no estado. Santa Catarina criou empresas como Sadia e Perdigão (que posteriormente se fundiram na BRF), Seara Alimentos (que hoje é da JBS), Aurora, Gomes da Costa, Cervejaria Eisenbahn e Hemmer Alimentos. 
No setor coureiro-calçadista (Indústria do calçado), o estado tem um pólo produtor em São João Batista. 
Na indústria de eletrodomésticos, as vendas de equipamentos da chamada "linha branca" foram de 12,9 milhões de unidades em 2017. O setor teve seu pico de vendas em 2012, com 18,9 milhões de aparelhos. As marcas que mais venderam foram Brastemp, Electrolux, Consul e Philips. A Consul é originária de Santa Catarina, tendo se fundido com a paulista Brastemp e hoje fazendo parte da multinacional Whirlpool Corporation.

### Setor terciário

#### Energia
O potencial hidrelétrico de Santa Catarina não está totalmente aproveitado, e grande parte da energia consumida no estado é fornecida por usinas termelétricas. A utilização do carvão-vapor na alimentação dessas usinas contribui não só para a expansão da produção termelétrica como assegura mercado em crescimento para a ampliação do consumo da produção estadual de carvão.

#### Usinas hidrelétricas integradas ao SIN
| # | Usina hidrelétrica                    | Rio            | Bacia         | Sub-bacia  | Estado | Potência instalada | Início de operação | Proprietário ou acionistas                        | Observação            |
| - | ------------------------------------- | -------------- | ------------- | ---------- | ------ | ------------------ | ------------------ | ------------------------------------------------- | --------------------- |
|   | Itá                                   | Rio Uruguai    | Uruguai       | Uruguai    | RS SC  | 1450 MW            | 2000               | Engie Brasil                                      | Operada por consórcio |
|   | Machadinho (Carlos Ermírio de Moraes) | Rio Uruguai    | Uruguai       | Uruguai    | RS SC  | 1140 MW            | 2002               | Votorantim Energia, Engie Brasil, CEEE, Vale S.A. | Operada por consórcio |
|   | Campos Novos                          | Rio Canoas     | Uruguai       | Uruguai    | SC     | 880 MW             | 2007               | CPFL, Votorantim Energia, CEEE                    | Operada por consórcio |
|   | Foz do Chapecó                        | Rio Uruguai    | Uruguai       | Uruguai    | SC RS  | 855 MW             | 2010               | CPFL, Furnas, CEEE                                | Operada por consórcio |
|   | Barra Grande                          | Rio Pelotas    | Uruguai       | Uruguai    | RS SC  | 690 MW             | 2005               | CPFL, Votorantim Energia                          | Operada por consórcio |
|   | Pai Querê                             | Rio Pelotas    | Uruguai       | Uruguai    | RS SC  | 292 MW             | (em construção)    | Alcoa                                             | Operada por consórcio |
|   | Garibaldi                             | Rio Canoas     | Uruguai       | Uruguai    | SC     | 191,9 MW           | 2013               | CTG Brasil                                        | Operada por consórcio |
|   | Salto Pilão                           | Rio Itajaí-Açu | Atlântico-Sul | Itajaí-Açu | SC     | 191,89 MW          | 2009               | Votorantim Energia                                | Operada por consórcio |
|   | São Roque                             | Rio Canoas     | Uruguai       | Uruguai    | SC     | 141,9 MW           | (em construção)    |                                                   |                       |
|   | Quebra Queixo                         | Rio Chapecó    | Uruguai       | Uruguai    | SC     | 120 MW             | 2003               | Queiroz Galvão Energia                            | Operada por consórcio |

#### Transportes

Sistema rodoviário brasileiro, com as rodovias duplicadas destacadas em vermelho

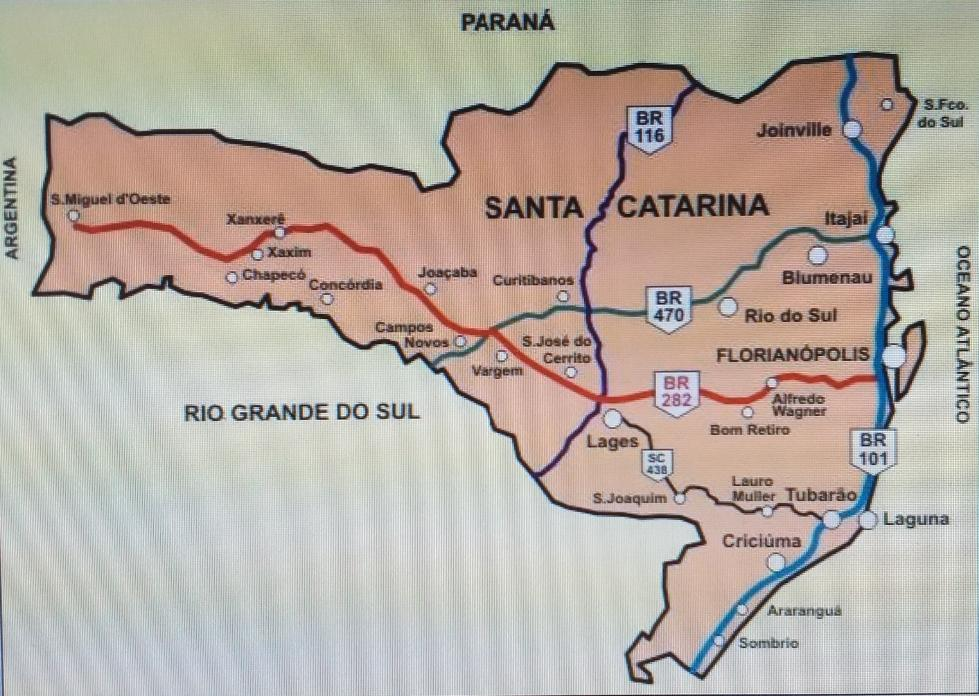
Rodovias de Santa Catarina

O estado possui uma rede de transportes bem desenvolvida, porém, ainda com boas possibilidades de evoluir, principalmente na área rodoviária. 
As principais rodovias do estado são:
- A BR-101, que corta todo o litoral, onde estão a maioria das 25 cidades do estado com maior PIB.[75] A rodovia foi totalmente duplicada em 2019, melhorando a capacidade econômica e logística do estado. É basicamente a única rodovia do estado duplicada, estando algumas outras em início de obras de duplicação, ou tendo alguns poucos quilômetros duplicados.
- A BR-282 que corta o estado no meio, ligando o litoral ao interior (via Florianópolis, Lages e Chapecó, 3 das maiores cidades do estado) e chegando à divisa com a Argentina;
- A BR-470, que também quase corta o estado ao meio, passando por áreas de grande importância econômica, ligando as cidades de Itajaí, Blumenau, Rio do Sul, Curitibanos e Campos Novos, daí curvando em direção ao Rio Grande do Sul;
- A BR-280, que margeia o norte do estado, ligando o porto de São Francisco do Sul à Joinville, Jaraguá do Sul, Mafra e Porto União, daí seguindo pelo sul do Paraná, onde também chega à divisa com a Argentina;
- A BR-153, que passa pelo oeste do Estado, ligando Concórdia e Xanxerê ao Sudeste do Brasil (Curitiba e São Paulo), e também ao Rio Grande do Sul;
- Destacam-se ainda a BR-116, que liga cidades do meio do estado, como Lages, Curitibanos e Mafra, tanto à Porto Alegre quanto ao Sudeste do Brasil (Curitiba e São Paulo); e a BR-158 que liga o extremo oeste catarinense à Porto Alegre.

O estado dispõe, ainda, de vários aeroportos importantes. Os mais importantes são o Aeroporto Internacional de Navegantes e o Aeroporto Internacional de Florianópolis, mas há outros de grande importância regional como o Aeroporto de Chapecó, terceiro maior do estado, o Aeroporto de Joinville, o Aeroporto de Jaguaruna e o Aeroporto de Lages.
Cinco portos especializados constituem o sistema portuário do estado: São Francisco do Sul, Itajaí, Itapoá, Imbituba e Navegantes. O primeiro, que mais exporta produtos primários, secundários e terciários para o exterior, é o principal porto de grãos do estado. O de Itajaí, mais extenso do estado, é destinado principalmente para exportar açúcar e congelados e para transportar combustíveis, ao passo que Imbituba constitui um terminal de carvões e Laguna, porto de pesca.
As estradas de ferro, geridas em parte pela América Latina Logística, possui dois troncos principais, os quais atravessam o estado de norte a sul: o primeiro corta Mafra e Lages e o segundo passa por Porto União, Caçador e Joaçaba. No norte do estado, uma linha de leste a oeste conecta as cidades ao litoral, atendendo Porto União, Canoinhas, Mafra, São Bento do Sul, Joinville e São Francisco do Sul. Demais ferrovias catarinenses atendem o vale do Itajaí e a região mineradora carbonífera, conectando-a com os portos de Laguna e Imbituba.
As melhorias mais importantes recentes que estão sendo realizadas no estado, são a duplicação de 73 km da BR-470, em trecho que atravessa importantes núcleos urbanos como Navegantes, Gaspar, Blumenau e Indaial, onde estão concentradas as indústrias de tecelagem, cristais, porcelanas e metal–mecânico do estado; e de 74 km da BR-280 entre o porto de São Francisco do Sul, Joinville e a divisa SC/PR (Porto União/União da Vitória).

#### Turismo

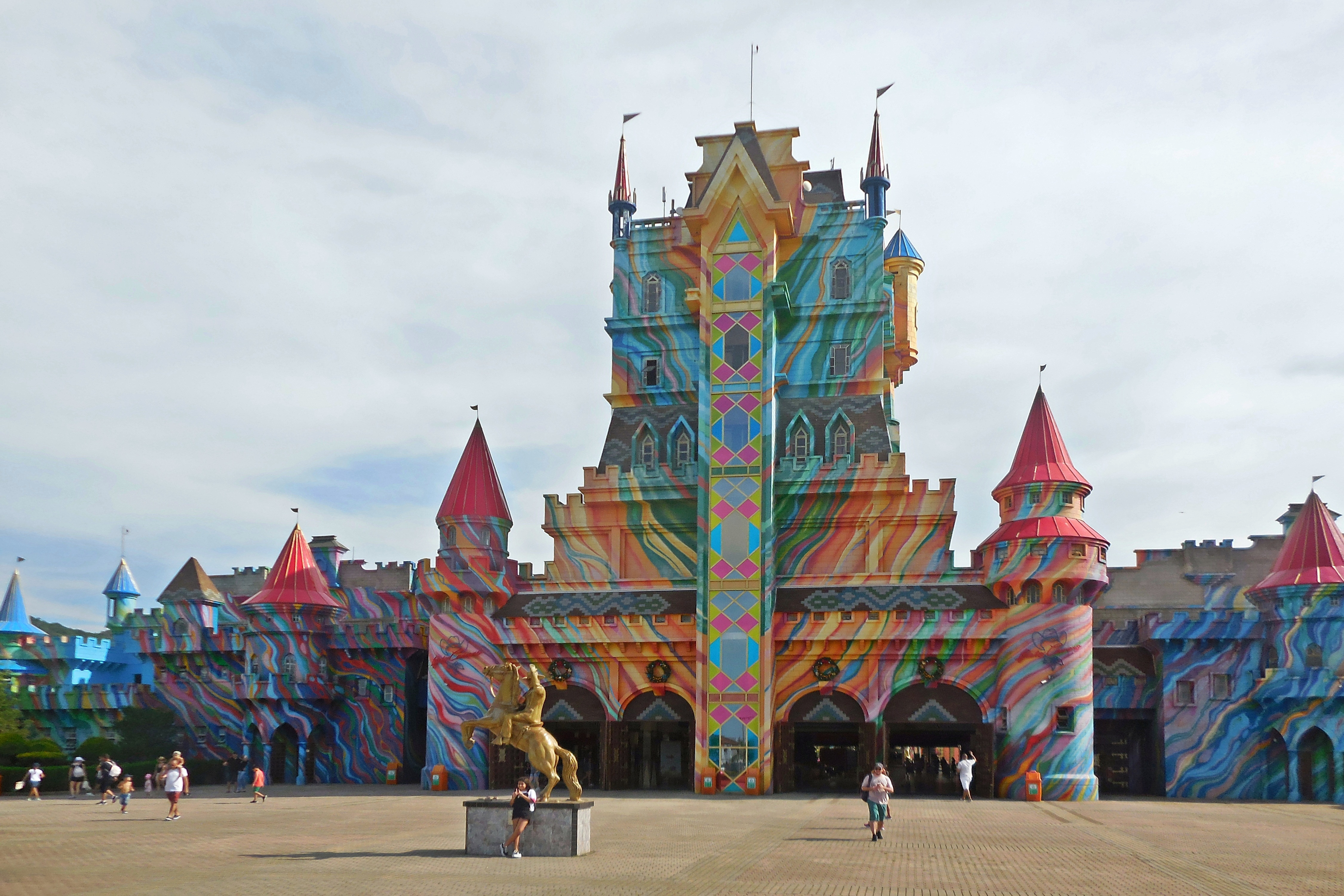
Beto Carrero World, na cidade de Penha.

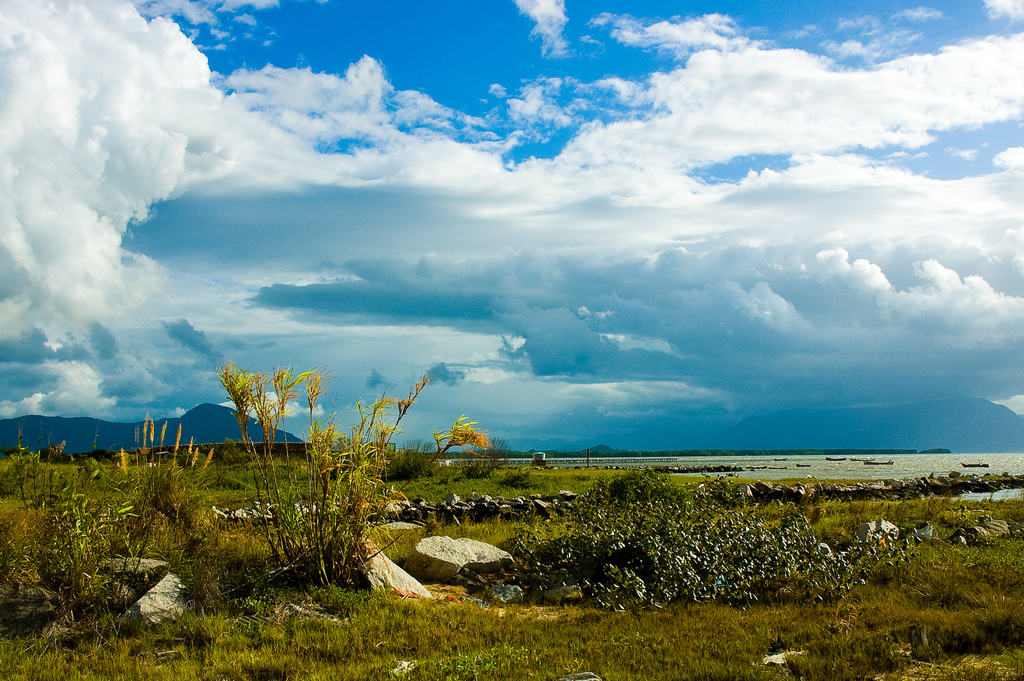
Baía Sul de Florianópolis.

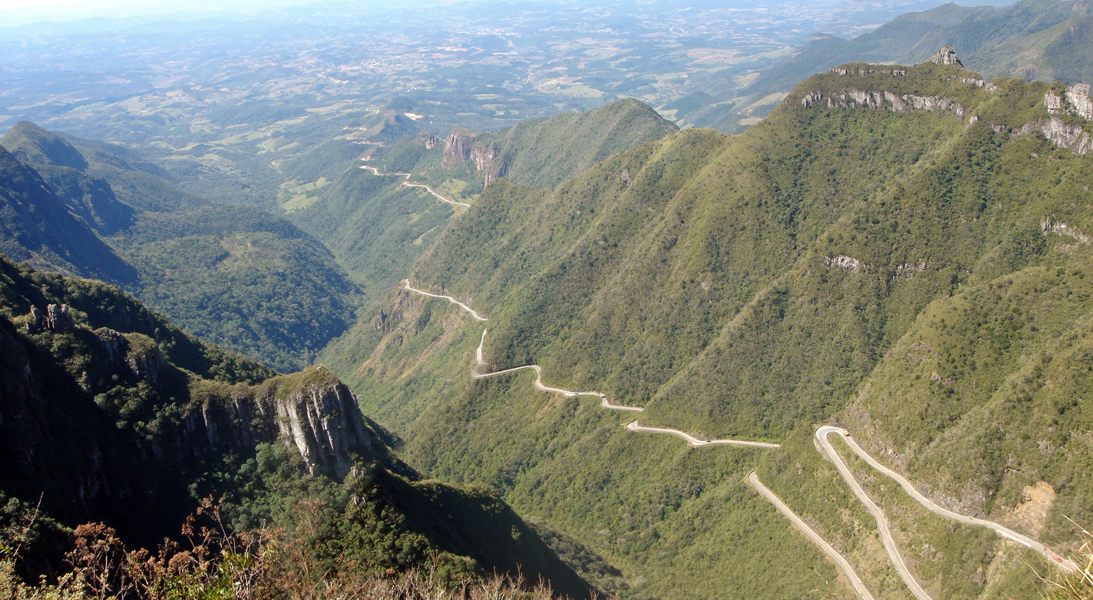
Serra do Rio do Rastro, com a SC-390, na Serra Catarinense.

O faturamento do turismo no país em 2019 totalizou R$ 238,6 bilhões. O Sudeste respondeu por 61,6% do faturamento do setor turístico, com R$ 147 bilhões. O Sul ficou em 2º lugar entre as regiões do país, com 15,9% do total (R$ 37,9 bilhões). Nordeste (12,6%, R$ 30 bilhões), Centro-Oeste (6,9%, R$ 16,5 bilhões) e Norte (3,0%, R$ 7,3 bilhões) completam o quadro. Os segmentos de restaurantes e similares (53,3%), transporte de passageiros (26%) e de hospedagem e similares (11%) foram responsáveis por 90% das vendas turísticas, com valor em torno de R$ 216 bilhões. Há, hoje, 2,9 milhões de trabalhadores no setor, sendo 67% nas atividades de hospedagem e alimentação.
Durante os dias quentes de verão, as praias catarinenses são procuradas e freqüentadas por turistas do Brasil inteiro e de outros países estrangeiros. Florianópolis, atrás apenas das cidades do Rio de Janeiro (RJ) e Salvador (BA), é uma das capitais brasileiras mais visitadas. Com o fim da crise econômica nos países do Mercosul, parte do movimento de argentinos, uruguaios e paraguaios voltou ao proveito do turismo de verão, em cidades balneárias tais como Balneário Camboriú, Bombinhas, Garopaba, Itajaí, Itapema e Barra Velha. A região é procurada para a prática de esportes náuticos e de surfe. A cidade de Imbituba e a Praia da Joaquina já sediaram etapas do WCT, o Circuito Mundial de Surfe.
A serra catarinense atrai turistas no inverno rigoroso, que vêm aproveitar as temperaturas mais baixas e tentam ter uma chance de ver a neve, em locais como Urubici (SC). São Joaquim (SC), a cidade vizinha, é conhecida como a cidade mais fria do Brasil.
No Vale do Itajaí – com destaque para Blumenau – estão concentrados destinos onde o forte é o turismo de negócios. Já no município de Timbó, o destaque fica por conta dos ótimos locais para a prática de esportes radicais como o rafting, canyoning e práticas verticais.
Santa Catarina é um dos estados brasileiros com maior número de fontes hidrotermais, aproveitadas em 28 cidades. As estâncias estão distribuídas por todo o território catarinense. No Sul, as cidades de Tubarão, Gravatal, Santa Rosa de Lima e Armazém são destaques. Na Grande Florianópolis, as referências são Santo Amaro da Imperatriz, Águas Mornas e Antônio Carlos. Já no Oeste, as cidades que possuem estâncias são Piratuba, Itá, Treze Tílias, Fraiburgo, Ouro, São João do Oeste, Águas de Chapecó, São Carlos, Palmitos e Quilombo. Na Serra, destaque para Bom Jardim da Serra, Bom Retiro, Lages, São Joaquim, Urubici e Urupema. Já no Vale do Itajaí, os visitantes podem encontrar águas termais em Timbó, Doutor Pedrinho, Rio dos Cedros, Rodeio, Pomerode e Benedito Novo.
Santa Catarina também é marcada pela intensa colonização europeia, que se perpetuou, plantando suas raízes no estado, notadas pela arquitetura e costumes. As tradicionais "festas de Outubro" são um dos pontos altos em matéria de turismo, com a versão brasileira da Oktoberfest, que ocorre anualmente em Blumenau (evento semelhante ao que acontece em Munique, Alemanha).
Em Santa Catarina também se encontra o maior parque multemático da América Latina, o Beto Carrero World é destino de muitos turistas estrangeiros, inclusive argentinos. O parque concentra mais de 100 atrações.